# Progressione del record mondiale della marcia 20 km femminile

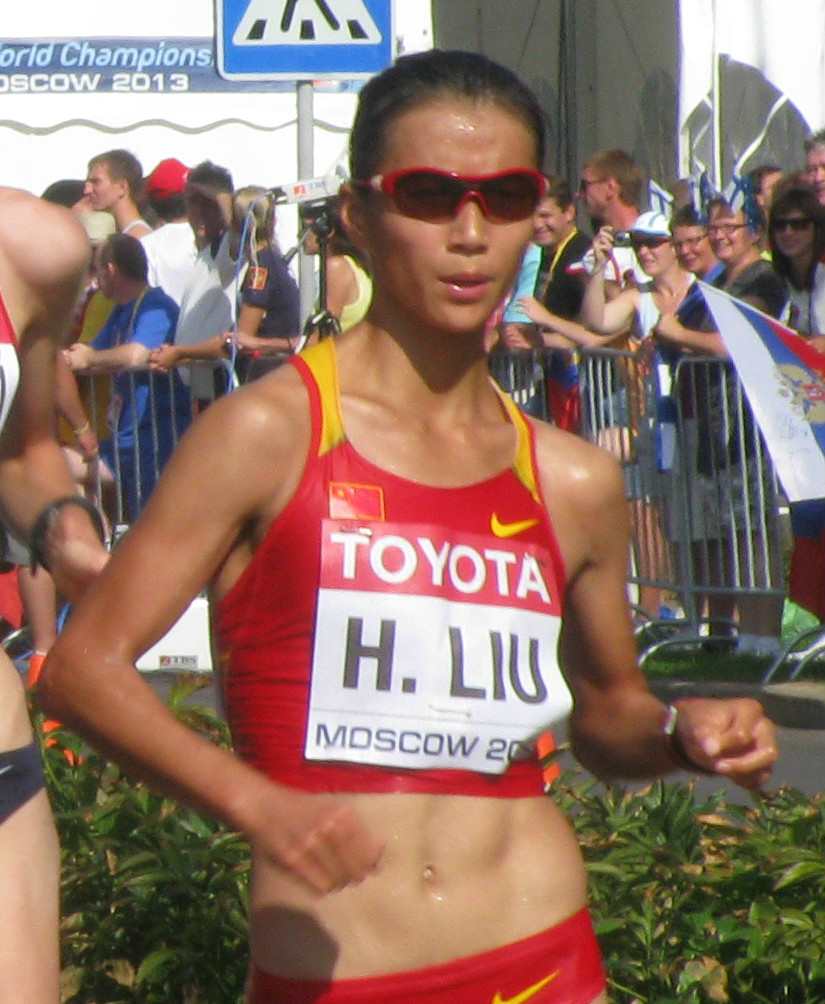
Liu Hong, detentrice del record mondiale della specialità dal 2015 al 2021

La voce seguente illustra la progressione del record mondiale della marcia 20 km femminile di atletica leggera.
Come in tutte le specialità su strada i record mondiali sono stati riconosciuti dalla federazione internazionale di atletica leggera a partire dal 1º gennaio 2004. Ad oggi, la World Athletics ha ratificato ufficialmente 7 record mondiali di specialità.

## Progressione
| Tempo                            | Atleta            | Nazione        | Luogo                      | Data              | Note |
| -------------------------------- | ----------------- | -------------- | -------------------------- | ----------------- | ---- |
| Non ratificata                   |                   |                |                            |                   |      |
| 2h24'00"                         | Antonie Briksová  | Cecoslovacchia | Praga, Cecoslovacchia      | 6 settembre 1931  |      |
| 2h14'07"                         | Antonie Odvárková | Cecoslovacchia | Praga, Cecoslovacchia      | 14 settembre 1931 |      |
| 1h59'02"                         | Lina Aebersold    | Svizzera       | Zurigo, Svizzera           | 9 giugno 1934     |      |
| 1h57'35"                         | Marie van Tonder  | Sudafrica      | Città del Capo, Sudafrica  | 28 luglio 1962    |      |
| 1h57'26"                         | Irma Hansson      | Svezia         | Copenaghen, Danimarca      | 27 ottobre 1963   |      |
| 1h54'30"                         | Irma Hansson      | Svezia         | Copenaghen, Danimarca      | 22 ottobre 1967   |      |
| 1h53'46"                         | Karin Møller      | Danimarca      | Copenaghen, Danimarca      | 27 ottobre 1968   |      |
| 1h51'05"                         | Irma Hansson      | Svezia         | Copenaghen, Danimarca      | 12 ottobre 1969   |      |
| 1h47'10"                         | Margareta Simu    | Svezia         | Copenaghen, Danimarca      | 22 settembre 1973 |      |
| 1h43'38"                         | Lilian Harpur     | Australia      | Adelaide, Australia        | 16 luglio 1977    |      |
| 1h43'20"                         | Thorill Gylder    | Norvegia       | Città del Messico, Messico | 23 aprile 1978    |      |
| 1h41'42"                         | Sue Cook          | Australia      | Melbourne, Australia       | 3 febbraio 1980   |      |
| 1h39'31"                         | Sue Cook          | Australia      | Melbourne, Australia       | 20 dicembre 1981  |      |
| 1h36'36"                         | Sue Cook          | Australia      | Melbourne, Australia       | 19 dicembre 1982  |      |
| 1h36'23"                         | Sue Cook          | Australia      | Canberra, Australia        | 7 luglio 1984     |      |
| 1h36'19"                         | Sally Pierson     | Australia      | Melbourne, Australia       | 17 luglio 1984    |      |
| 1h29'40"                         | Kerry Saxby-Junna | Australia      | Värnamo, Svezia            | 13 maggio 1988    |      |
| 1h27'30"                         | Liu Hongyu        | Cina           | Pechino, Cina              | 1º maggio 1995    |      |
| 1h27'30"                         | Nadežda Rjaškina  | Russia         | Adler, Russia              | 7 febbraio 1999   |      |
| 1h25'18"                         | Tatyana Gudkova   | Russia         | Mosca, Russia              | 19 maggio 2000    |      |
| 1h24'50"                         | Olimpiada Ivanova | Russia         | Adler, Russia              | 4 marzo 2001      |      |
| Ratificata dalla World Athletics |                   |                |                            |                   |      |
| 1h26'22"                         | Wang Yan          | Cina           | Canton, Cina               | 19 novembre 2001  |      |
| 1h26'22"                         | Elena Nikolaeva   | Russia         | Čeboksary, Russia          | 18 maggio 2003    |      |
| 1h25'41"                         | Olimpiada Ivanova | Russia         | Helsinki, Finlandia        | 7 agosto 2005     |      |
| 1h25'08"                         | Vera Sokolova     | Russia         | Soči, Russia               | 26 febbraio 2011  |      |
| 1h25'02"                         | Elena Lašmanova   | Russia         | Londra, Regno Unito        | 11 agosto 2012    |      |
| 1h24'38"                         | Liu Hong          | Cina           | La Coruña, Spagna          | 6 giugno 2015     |      |
| 1h23'49"                         | Yang Jiayu        | Cina           | Huangshan, Cina            | 20 marzo 2021     |      |